# スタジオOX
スタジオOXとは、漫画企画や変形ロボット玩具のデザインなどを行う多目的集団。
1985年、雑誌『テレビマガジン』誌上で連載された『トランスフォーマー』のイラストを担当していた。

## 概要
元々はフリーライターの杉田篤彦がイラストおよびデザインを一つの組織で請け負えるようにという考えから設立した仮の組織名であり、当初のメンバーには野中剛、谷崎あきら、福地仁といった面々が参加していた。
トランスフォーマーのイラストは編集者の金田益実へ杉田が「挿絵よりセル画の方が本物に見える」と提案したことがきっかけであったが、引き受けるアニメ会社は無く、杉田が自ら手掛けることとなった。作業は、杉田と当時高校生であった野中の2人だけでほとんど行っていた。『トランスフォーマーZ』では、商品カタログに掲載されたイラストストーリーも手掛けた。
1987年に野中がバンダイに入社した為、新たに鈴木典孝が参加した。翌1988年に映画『ガンヘッド』に登場するエアロボットおよび同映画のスタッフの多くが参加していた『国際花と緑の博覧会』JT館用のデザインワークに参加したことから、映像関係の仕事を中心に受けるようになる。
1991年に法人組織となり、杉田が代表取締役に就任してテレビゲームやアニメーション制作を事業の中心に据えていくが、2000年の『人造人間キカイダー THE ANIMATION』を機に杉田が退社した。当時、同社役員を務めていた松元文一が後任として事業を引き継ぐが、2003年には事実上解体している。

## 参加作品
- トランスフォーマーシリーズ - 『テレビマガジン』イラスト[6]

### 映画
- ガンヘッド（1989年） - エアロボットデザイン[1][7]
- ゴジラvsビオランテ（1989年） - 特撮絵コンテ[8]、ビオランテデザイン案[1][9]、スーパーX2デザイン案[10][11]
- ゴジラvsキングギドラ（1991年） - 協力[12]
- ゴジラvsモスラ（1992年） - 協力[13]
- ゴジラvsメカゴジラ（1993年） - 協力[14]
- ヤマトタケル（1994年） - 特撮絵コンテ[7]

### TVアニメ
- キャッ党忍伝てやんでえ（1990年） - アニマロイドデザイン
- 超電動ロボ 鉄人28号FX（1992年）- デザインワークス、キャラクター原案、メカニックデザイン[9]
- 人造人間キカイダー THE ANIMATION（2000年） - アニメーション制作[15]
- キカイダー01 THE ANIMATION（2001年） - アニメーション制作[16]

### OVA
- アイドルプロジェクト（1995年） - アニメーション制作
- Jaja馬!カルテット（1997年） - アニメーション制作

### ゲーム
| 発売年 | タイトル                                    | 機種              | 備考                                       |
| ------ | ------------------------------------------- | ----------------- | ------------------------------------------ |
| 1992年 | 雀偵物語2 宇宙探偵ディバン・出動編 / 完結編 | PCエンジン        | キャラクターデザイン・原画                 |
| 1994年 | 雀偵物語3 セイバーエンジェル                | PCエンジン        | キャラクターデザイン・原画                 |
| 1994年 | アイドルプロジェクト                        | MS-DOS            | 企画・脚本・開発・デザイン・ビジュアル制作 |
| 1994年 | アイドルプロジェクト                        | FM-TOWNS          | 企画・脚本・デザイン・ビジュアル制作       |
| 1995年 | 宇宙快盗ファニーBee                         | MS-DOS            | キャラクターデザイン・原画                 |
| 1995年 | スーパーリアル花札 恋こいしましょ           | アーケード        | キャラクターデザイン・原画                 |
| 1996年 | ラブリーポップ麻雀 雀々しましょ             | アーケード        | キャラクターデザイン・原画                 |
| 1997年 | アイドルプロジェクト2                       | Windows           | 企画・脚本・開発・デザイン・ビジュアル制作 |
| 1997年 | バウンダリーゲート Daughter of Kingdom      | PC-FX PlayStation | 協力                                       |
| 1997年 | アルバレアの乙女                            | PC-FX PlayStation | アニメーション制作                         |
| 1997年 | みにまむなのにっく                          | PC-FX             | 企画・脚本・デザイン・アニメーション制作   |
| 1998年 | jaja馬カルテット Mega Dream Destruction+    | Windows           | 企画・脚本・開発・デザイン・ビジュアル制作 |
| 1998年 | jaja馬カルテット Mega Dream Destruction+    | PlayStation       | 企画・脚本・デザイン・ビジュアル制作       |
| 2001年 | Angel Present エンジェルプレゼント          | DreamCast         | 企画・脚本・デザイン・アニメーション制作   |
| 2003年 | ヘキサムーン・ガーディアンズ                | PlayStation       | 企画・脚本・デザイン・アニメーション制作   |

### 漫画
- 宇宙の騎士テッカマンブレード（1992年） - 鈴木典孝 著・月刊コミックコンプ⇒MEDIA COMIX DYNE連載・全1巻
- 雀偵物語3 セイバーエンジェル　（1993年） - 鈴木典孝 著・MEDIA COMIX DYNE連載・未単行本化
- Jaja馬!カルテット（1995年） - 鈴木典孝 著・月刊OUT⇒月刊Magazine MEGU連載・未単行本化
- ヘキサムーン・ガーディアンズ（2000年） - 鈴木典孝 著・月刊電撃大王連載・全1巻

## 元メンバー
- 杉田篤彦（ライター／プロデューサー／創業代表者）
- 松本文一（プロデューサー／二代目代表者）
- 鈴木典孝（デザイナー／イラストレーター／漫画家）
- 野中剛（デザイナー）
- 谷崎あきら（企画／漫画家）
- 福地仁（メカニックデザイナー）
- 村田護朗（メカニックデザイナー）
- ぶるまほげろー（アシスタント）
- 有田浩一（ゲームディレクター）
- 岩畑剛一（制作進行／プロップデザイナー）
- 石平信司（制作進行）現・アニメーション監督・演出家
- 寺島清晃（制作進行）現・トムス・エンタテインメントプロデューサー
- 飯村正之（制作進行）AIC→現・スタジオコメット・演出